# Barbara von Reischach
Barbara von Reischach OCist (* 14. oder 15. Jahrhundert; † 11. Juni 1452) war eine deutsche Zisterzienserin und von 1441 bis 1452 Äbtissin des Zisterzienser-Klosters Wald.

## Leben
Barbara von Reischach war wohl mit den Äbtissinnen im Kloster Wald Margarethe von Reischach (1425–1438) und Anna von Reischach von Reichenstein (1465–1496) verwandt. Sie selbst regierte das Kloster Wald als Äbtissin zwischen dem 29. Mai 1441 und ihrem Tod am 11. Juni 1452.

## Beurkundungen
- 31. Mai 1441: Dietershofen: Pfaff Erhart Sattelknecht, Kirchherr zu Meßkirch, verkauft und vertauscht mit Zustimmung des edlen Junkers Wernher von Zimmern (Zimbern), Herrn zu Meßkirch, an Äbtissin Barbara von Reischach zu Wald das St. Martins-Wittum zu Dietershofen, das Kuntz Bagg zu Oberbichtlingen baut, gegen das Klostergut zu Oberbichtlingen, das man „das Walder Gut“ nennt. Original, Siegel des Ausstellers und Wernhers von Zimmern.[2]
- 29. März 1449: Walbertsweiler: Lehen[s]brief der Frau Barbara von Reischach (Rischach), Äbtissin des Gotteshauses Wald, für Hans Renzers Witwe über einen Hof zu Walbertsweiler (Waltmarswiller). Originalurkunde mit dem Siegel der Äbtissin und des Konrad Joner, des Jüngeren, Stadtammann zu Pfullendorf.[3]